# CM-110
La CM-110 es una carretera autonómica del norte de la provincia de Guadalajara (España) que transcurre entre Alcolea del Pinar y la frontera con la provincia de Segovia por Grado del Pico (Ayllón), donde enlaza con la SG-145. Pertenece a la Red de Carreteras de la Junta de Comunidades de Castilla-La Mancha. Antiguamente era parte del trazado de la C-114, que unía Alcolea del Pinar y Aranda de Duero (Burgos).
Durante todo su recorrido consta de una sola calzada, con un carril para cada sentido de circulación. Atraviesa las localidades de Estriégana, Barbatona, Sigüenza, Imón, Cercadillo, Atienza, Tordelloso, Cañamares, Somolinos y Campisábalos.

## Referencias

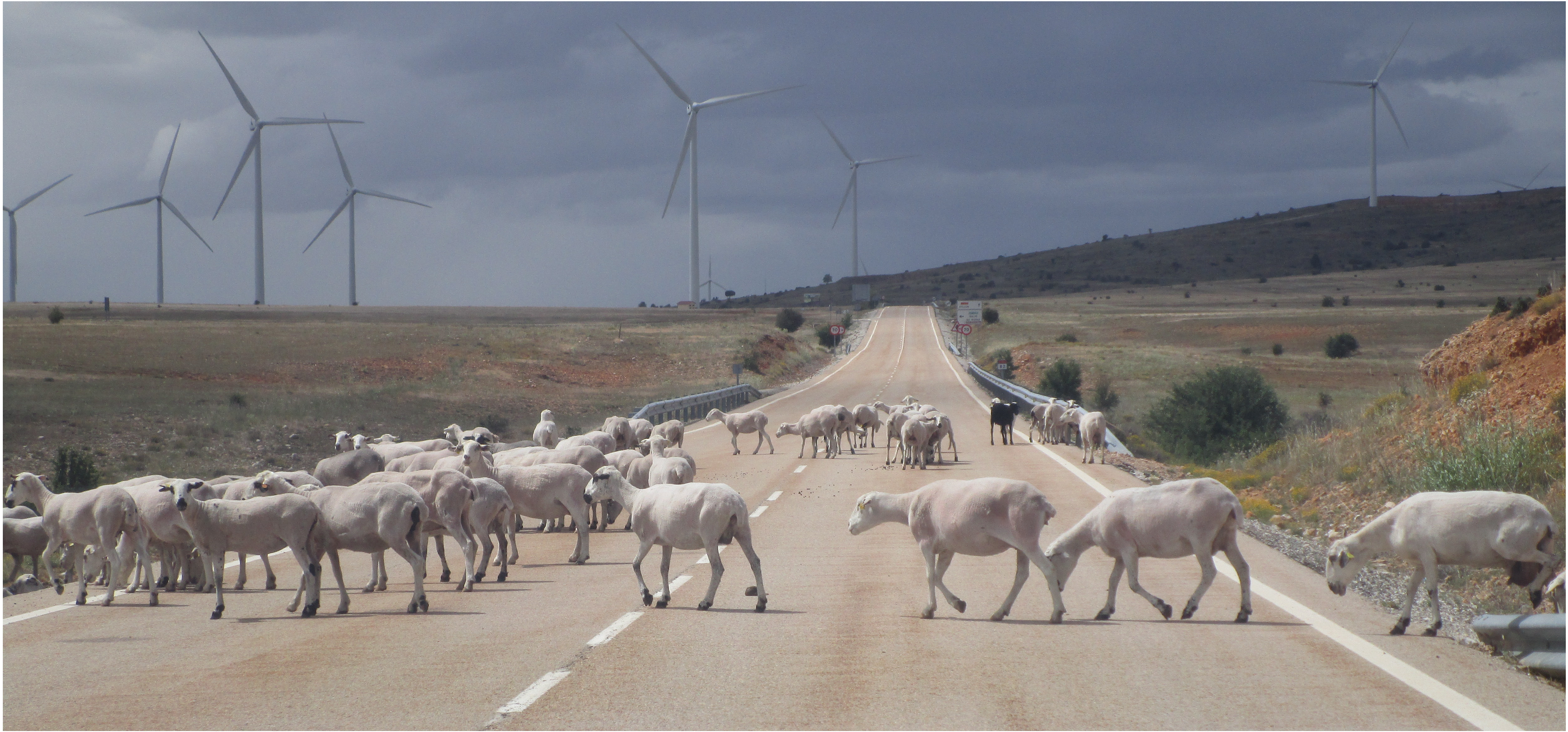
Entre Campisábalos y Ayllón.